# Método paranoico-crítico

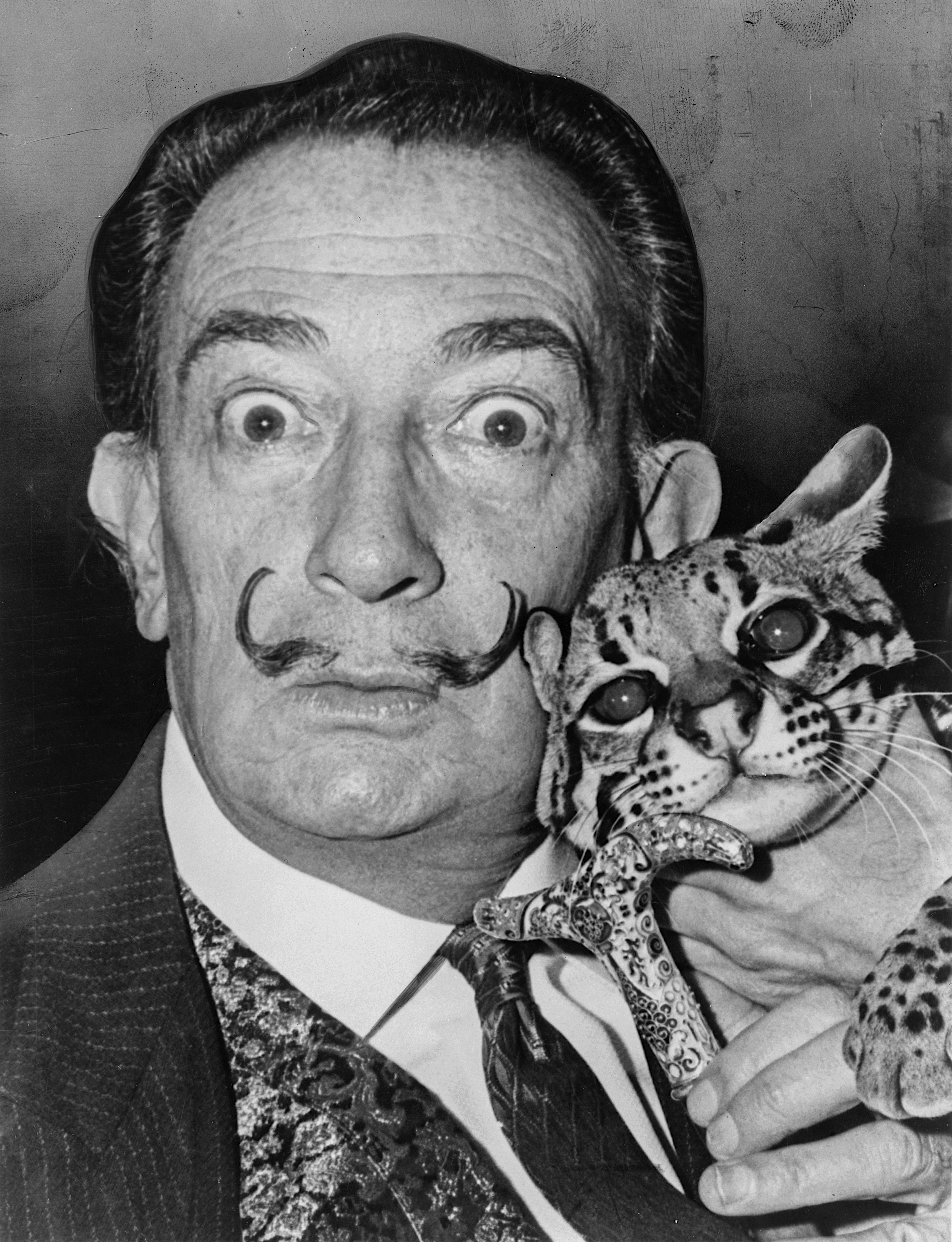

El método paranoico-crítico o paranoia crítica es una propuesta elaborada por el pintor surrealista Salvador Dalí (1904-1989). El aspecto que Dalí encontraba interesante en la paranoia era la habilidad que transmite esta al cerebro para percibir enlaces entre objetos que racional o aparentemente no se hallan conectados. Dalí describía el método paranoico-crítico como un «método espontáneo de conocimiento irracional basado en la objetividad crítica y sistemática de las asociaciones e interpretaciones de fenómenos delirantes».
Este método era empleado en la creación de obras de arte, para lo cual el artista trataba de recrear a través de la obra aquellos procesos activos de la mente que suscitan imágenes de objetos que no existen en realidad, por ejemplo, al superponerse una imagen en primer plano con otra en un plano más alejado. Un ejemplo de esto en la obra final puede ser una imagen doble o múltiple cuya ambigüedad da lugar a diversas interpretaciones (véanse ejemplos en «Enlaces externos»).
El poeta surrealista André Bretón (1896-1966) aplaudió la técnica, afirmando que la misma constituía «un instrumento de primera importancia» y que «se había mostrado perfectamente aplicable lo mismo a la pintura que a la poesía, el cine, la elaboración de objetos surrealistas, la moda, la escultura, la historia del arte, e incluso, de ser necesario, a cualquier tipo de exégesis».